# Новик, Владислав Адамович
Владисла́в Ада́мович Но́вик (род. 17 февраля 1951, г. Ленинакан, Армянская ССР) — российский хормейстер, народный артист Российской Федерации (1995), лауреат премии Пермского края в сфере культуры и искусства, главный дирижёр и художественный руководитель Уральского государственного камерного хора Пермской краевой филармонии.

### Карьера
1975 год - началась творческая деятельность Владислава Новика  в качестве артиста камерного хора Пермской областной филармонии, после окончания Челябинского музыкального училища. 
1978 год - оканчивает Уральскую Государственную консерваторию имени М.П. Мусоргского по классу дирижирования у профессора Н.Г. Грошиковой. 
1978 год - стал художественным руководителем и главным дирижером Пермского камерного хора.
1984 год -  оканчивает ассистентуру-стажировку при Латвийской Государственной консерватории, класс профессора И. Кокарса. 
1987 год -  за заслуги в области советского музыкального искусства было присвоено звание «Заслуженный деятель искусств РСФСР».
1995 год - указом президента России ему было присвоено звание «Народный артист России». 
1996 и 2017 годах - становится лауреатом премии в области музыкального искусства в сфере культуры и искусства Пермского края.
Ежегодно готовя по две и более программ, Уральский Государственный камерный хор Пермской филармонии  активно концертировал по городам России, затем выступал в городах Украины, Латвии, Грузии, Армении, а также в соборах Франции (турне по 12 городам!), Италии, Дании, Германии, Польши, Финляндии, Эстонии, представляя Россию. За небольшой промежуток времени коллектив достиг европейского уровня. В то же время проходили записи  на радио и телевидении,в том числе создавая фондовые записи. 
По инициативе и под руководством В. А. Новика хор записал уникальный виниловый диск фирмы «Мелодия», посвящённый хоровому творчеству композиторов Урала, и ряд цифровых дисков фирмы «Русские сезоны» с произведениями православной церковной музыки. 
Характеризуя возглавляемый В. А. Новиком коллектив, критики и рецензенты неизменно отмечают высочайший профессионализм, ансамблевую гибкость, высокое мастерство, глубокое понимание сути исполняемых произведений, тонкую стилистическую интонацию.
В.А. Новик активно участвует в многочисленных конкурсах и фестивалях в качестве председателя и члена жюри российского и краевого уровня. Принимал участие в мировых хоровых симпозиумах: г. Любляна (Словения), г. Сидней (Австралия), конкурсе хоровых коллективов г. Нетания (Израиль), в жюри I Всероссийского конкурса хоровых дирижеров академических хоров.

### О Владиславе Новике
Владислав Адамович Новик - уникальная творческая личность. Кроме таланта, он обладает глубиной и масштабностью мышления, что находит выражение в музыке.  Амбивалентен - сочетает несочетаемое: доброту и любовь с требовательностью и строгостью.

Творческое кредо Владислава Адамовича — возрождение русской духовной музыки. Именно духовные сочинения русских композиторов составляют основу репертуара его коллектива. Каждая программа для Владислава Новика - погружение в историю, философию, литературу. Отсюда – свои, необычные интерпретации и поиски новых звучаний.
Владислава Адамовича ярко характеризуют слова, сказанные им в эксклюзивном интервью в День Музыки 1 октября, на радио "Эхо Москвы" в преддверии концерта, посвященному 75-летию Пермской филармонии и 35-летию Уральского Государственного камерного хора (8 октября 2018г):
"Все, что мы делаем, ради того, чтобы сегодняшний слушатель, придя на концерт услышал в этой гармонии звуков о себе, о людях, о Боге. Словом,     обо всем".
Музыка для Владислава Адамовича Новика - это способ показать миру вечную красоту и истинные смыслы ради которых живем. В исполнении Уральского Государственного камерного хора под его наставничеством мы видим величие, масштабность и интернациональность.
Такое искусство ведет мир к улучшению. Такое наследие изменит мир.

### Список творческих работ[2]
1. «ЛИТУРГИЯ» Концерт русской духовной музыки (2014)
2. Всероссийский фестиваль «Музыкальное обозрение – 25». Международный День музыки (2014)
3. IX Международный фестиваль органной музыки. «Хор звучит, и Боги внемлют…» (2014)
4. Г. В. Свиридов. Хоровые кантаты «Ладога», «Ночные Облака» (2014)
5. Собрание сочинений Д. Бортнянского «Хоровые концерты» (2015)
6. Концерт, посвященный Дню города Перми (2015)
7. Виртуальный концертный зал. Премьера! Г. Канчели. Симфоническая поэма «Стикс» (2015)
8. Премьера! Г. Канчели. Симфоническая поэма «Стикс» (2015)
9. УГКХ «Торжество Русской музыки во Франции» (2015)
10. Юбилейный концерт «Уральский государственный камерный хор - 40 лет!» (2015)
11. УГКХ к 80-летию Пермской краевой филармонии «Хоровое приношение» (2016)
12. ПЕРМСКОЙ ФИЛАРМОНИИ - 80 лет! (2016)
13. «Прекрасный день, счастливый день!» (2016)
14. «Страстная седмица» (2016)

### Важные слова
- Я бы очень хотел, чтобы наш  слушатель, наш зритель приходил на наши концерты послушать это живьем, потому что это несколько другое ощущение соприкосновения с музыкой, соприкосновения с голосом. Вот именно так.[3]
- Композитор и исполнитель – это  единое целое.
- Планов море. Поэтому дай бог сил и здоровья моим артистам. Я горжусь своими артистами, которые могут все.
- Бывает и профессионалы расслабляются. У нас нет. Мы в Кунгуре поем, в Страсбурге, везде для нас концерты очень ответственны. У нас нет проходящих концертов. И мы готовы, вот когда коллектив востребован, я считаю, что у нас коллектив     всегда готов, мы готовы к любым свершениям, к любым программам.[4]
- Когда исполнитель ставит задачу   что-то сказать, и если исполнителю, есть, чего сказать, музыка в любом  случае духовна.
- "Высокая месса" И. С.  Баха несет в себе глубочайшую, глубочайшую мысль. И вот соединение  исторического со современностью. Я сегодняшний дирижер, я сегодняшний     исполнитель. Поэтому я, говоря с актерами, мы разговариваем на своем     языке, чувствуем, понимаем, и хотим сказать… ну, как я всегда говорю, что  о музыке рассказывать очень сложно. Ее лучше слушать.
- "Высокая месса" -  уникальнейшее сочинение. Это вершина именно раскрытия вот этого состояния     человека, когда он хочет познать себя, когда он хочет увидеть в себе все  самое лучшее и худшее, чтоб он почувствовал свою печаль, горе, радость, торжество. То есть, вот это многообразие вот этих всех красок. И я думаю, это затронет, ну, я так думаю, затронет любого слушателя, который придет на этот концерт.
- Дело в том, что, я еще раз  говорю, как бы это ни было, когда слушатель придет, в любом случае это     будет русский хор. Как нас во Франции назвали – русский хор 21-го     века. То есть, мы никогда не запоем, как немцы, как болгары, как другие национальности.
- Настоящий гений музыки     может  из скромного сочинения сделать шедевр.[4]«Художественные идеи, творческие устремления Владислава Новика, его дирижерское мастерство, целеустремленность, умение работать с артистами, добиваясь значительных результатов, говорят о Владиславе Новике, как о крупном хоровом дирижере, входящем сегодня в элиту мастеров хорового и певческого искусства России». Евгений Баранкин, секретаря Союза композиторов России.

## Награды и премии
- Народный артист Российской Федерации (25 апреля 1995 года) — за большие заслуги в области искусства[5].
- Заслуженный деятель искусств РСФСР (20 января 1987 года) — за заслуги в области советского музыкального искусства[6].
- Две премии Пермской области в сфере культуры и искусства (1996, 2017).